# Hall of the mountain grill

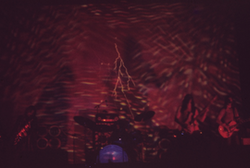
Hawkwind in de VS (1974)

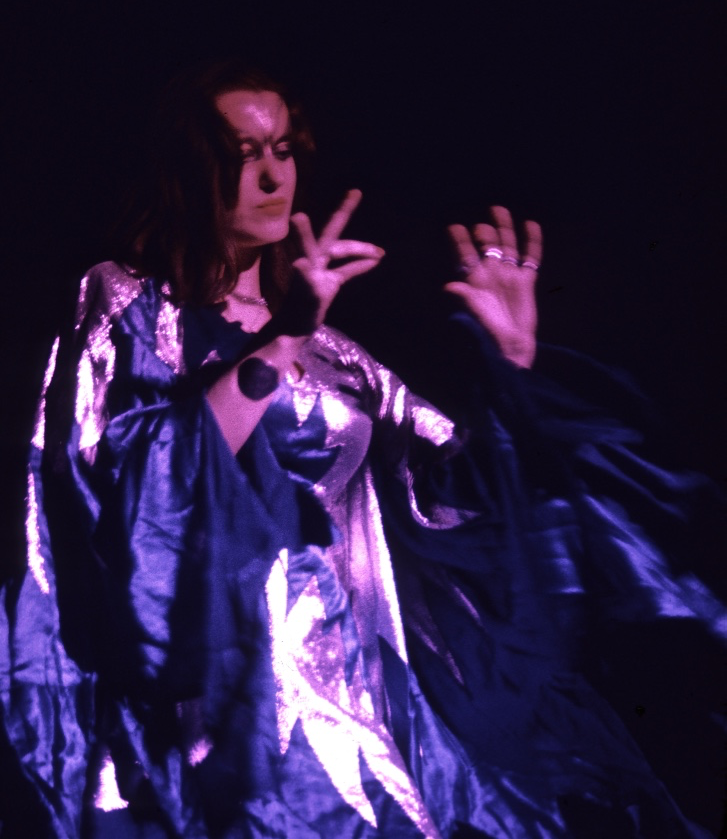
Stacia (1974)

Hall of the mountain grill is het vierde studioalbum van Hawkwind. Het wordt breed gezien als een van de betere albums van Hawkwind binnen de niche spacerock. De titel is een samentrekking van In the hall of the mountain king van Edward Grieg en de drinkgelegenheid The mountain grill aan Portobello Road, waar de bandleden en gevolg regelmatig kwamen.

## Inleiding
Hawkwind kent gedurende haar bestaan een constante wisseling van musici. Dat was tijdens de opnamen voor dit album niet anders. Robert Calvert (zang, spreekstem) was vertrokken net als Dik Mik (geluidseffecten). Simon House uit High Tide schoof aan op toetsinstrumenten. Hij zorgde met mellotron- en vioolklanken voor een verschuiving richting progressieve rock, terwijl die muziekinstrumenten ook de spacerock ondersteunden en hardrockelementen ondersteunden. Na de opnamen maar voor de uitgifte van het album vertrok Del Dettmarr en voor concerten werd Alan Powell als extra drummer ingeschakeld, omdat Simon King gebroken ribben had opgelopen tijdens een potje voetbal. Op de podia waren trouwens ook nog spreker Michael Moorcock en danseres Stacia te vinden.   
De opnamen vonden plaats terwijl Hawkwind constant aan het optreden was in het Verenigd Koninkrijk, de Verenigde Staten en Nederland. 
Na voorbereidingen in Clearwell Castle was de band in mei en juni 1974 onder leiding van muziekproducent Roy Thomas Baker en Doug Bennet te vinden in de Olympic Studio is Londen.
Het album werd gestoken in een hoes met neergestort ruimteschip op de voorkant, het ontwerp kwam van vaste Hawkwind hoesontwerper Barney Bubbles. De achterzijde, een eenzaam hemellichaam met op de achtergrond een sterrenhemel was afkomstig van David A. Hardy.   

## Musici
- Dave Brock – gitaren, toetsinstrumenten, mondharmonica, zang
- Nik Turner – saxofoon, hobo, dwarsfluit, zang
- Lemmy Kilmister – basgitaar, zang, gitaren
- Simon House – toetsinstrumenten waaronder mellotron, viool
- Simon King - drumstel, percussie
- Del Dettmar – toetsinstrumenten, kalimba

## Muziek
| Nr. | Titel                                                 | Duur |
| --- | ----------------------------------------------------- | ---- |
| 1.  | The psychedelic warlords (Disappear in smoke) (Brock) | 6:50 |
| 2.  | Wind of change (Brock)                                | 5:08 |
| 3.  | D-Rider (Turner)                                      | 6:14 |
| 4.  | Web weaver (Brock)                                    | 3:15 |

| Nr. | Titel                                | Duur |
| --- | ------------------------------------ | ---- |
| 1.  | You’de better believe it (Brock)     | 7:13 |
| 2.  | Hall of the mountain grill (House)   | 2:24 |
| 3.  | Lost Johnny (Kilmister, Mick Farren) | 3:30 |
| 4.  | Goat willow (Dettmar)                | 1:37 |
| 5.  | Paradox (Brock)                      | 5:35 |

Wind of change kwam volgens Hawkwind-lichtshowmedewerker Jonathan Smeeton voort uit een aantal dia’s die tijdens voorafgaande shows gebruikt worden. Stadsbebouwing rukte op en dreigde de natuur weg te drukken, doch die blijkt aan het eind sterker ten opzichte van een vervallen stad. You’d better believe it en Paradox werden opgenomen tijdens het concert op 26 januari 1974 in Edmonton Sundown in Londen.

## Nasleep
De uitgifte van het album leverde alleen in Australië (plaats 92), het Verenigd Koninkrijk (plaats 16) en de Verenigde Staten (plaats 110) notering in albumlijsten op. De Nederlandse pers schonk in het geheel geen aandacht aan dit album. 
Over het algemeen vindt men dit achteraf gezien (digitaal tijdperk) een van de betere Hawkwindalbums uit de beginperiode, daarbij vooral wijzend op een betere productie en de toevoeging van House. Toch kon de band het vertrek van Robert Calvert en Dik Mik niet geheel opvangen. Op Progarchives werd het album gewaardeerd met een 4.01 uit 5; 401 fans namen de moeite de stemmen. Het album zou na de originele uitgifte vele heruitgaven krijgen, waarbij het geluid door de vernieuwende techniek steeds verfijnder werd. Soms werden extra tracks toegevoegd. 

### Alan Davey
In 2014 ging Alan Davey, ooit lid van een andere versie van Hawkwind, met het album op tournee onder de naam "Alan Davey’s Psychedelic Warlords plays Hall of the mountain grill", hetgeen op 18 december 2014 in Londen werd vastgelegd door Cleopatra Records met een release van 500 cd’s via (CLO 1400). Hij, bassist en zanger en bespeler van EMS VCS3 liet zich begeleiden door Billy Fleming (drums), Zoie Green (toetsen), Craig High (zang, blaasinstrumenten), Simon Wilkins (gitaar) en Nigel (elektronica). Daarbij viel vooral Wilkins op. Tijdens hetzelfde concert speelde de band ook nog Captain Lockheed and the Starfighters na van Robert Calvert.

## Nederland
Hawkwind is bekend om zijn nummers met weinige muzikale ontwikkelingen met dito zang gecombineerd met beukende drums en basgitaar en flarden synthesizers. Desalniettemin vroegen de organisatoren van Holland Festival 1974 de band voor optredens; overigens werden ook Captain Beefheart, Joe Walsh, East Wind en Golden Earring gevraagd. Zo kwam het dat Hawkwind op 24 juni optrad in het Amsterdamse Concertgebouw, 25 juni in het Haagse Congresgebouw en op 26 juni in de Rotterdamse De Doelen.  Hawkwind was toch al in Nederland, want daaraan vooraf waren er concerten in Groningse De Oosterpoort (21 juni) en Arnhem. Jim van Alphen van Het Parool constateerde bij de Amsterdamse show een soort totaaltheater met muziek, lichtshow, stroboscopische effecten en dans (van Stacia). De in zijn mening moordende monotonie zorgde al snel voor verveling. Hij zag ook dat een dergelijke show zonder de subsidie van het festival in Nederland eigenlijk niet financieel haalbaar is.